# Färila
Färila – miejscowość (tätort) w Szwecji, w regionie administracyjnym (län) Gävleborg, w gminie Ljusdal.
Według danych Szwedzkiego Urzędu Statystycznego liczba ludności wyniosła: 1398 (31 grudnia 2015), 1376 (31 grudnia 2018) i 1342 (31 grudnia 2019).